# Octomeria hirtzii
Octomeria hirtzii är en orkidéart som beskrevs av Carlyle August Luer. Octomeria hirtzii ingår i släktet Octomeria och familjen orkidéer.
Artens utbredningsområde är Ecuador. Inga underarter finns listade i Catalogue of Life.